# Vasilis Papageorgiou
Vasilis Papageorgiou, ursprungligen Vasilios Papageorgiou, född 30 juli 1955 i Thessaloniki, är en grekisk-svensk litteraturvetare, författare, dramatiker och översättare. Han är docent i litteraturvetenskap och professor i kreativt skrivande vid Linnéuniversitetet.

## Biografi och författarskap
Sedan 1975 bor och arbetar Papageorgiou i Sverige, men han har i Grekland gett ut två romaner, en romanessä och flera dramer. Sex mycket korta dramer producerades 1979 på Nationalteatern i Thessaloniki. Han har även till grekiska översatt böcker av Willy Kyrklund, Eva Runefelt, Magnus William-Olsson, Tomas Tranströmer (samtliga dikter, nominerad till Nationella översättarpriset 2005), John Ashbery och W.G. Sebald. Till svenska har han tillsammans med olika medarbetare i bokform publicerat översättningar av Sapfo, Konstantinos Kavafis, Odysseus Elytis, John Ashbery (tillsammans med Tommy Olofsson), Kenneth Koch och Thanasis Valtinos. År 2000 ingick ett av hans korta dramer i den internationella teatergruppen Kalejdoskops föreställning Avtryck av människa. 2015 fick han utmärkelsen "Årets svensk-grek" av Nämnden för kulturellt utbyte mellan Sverige och Grekland. Han har utvecklat kurserna i kreativt skrivande vid Linnéuniversitetet.
Vasilis Papageorgious doktorsavhandling Euripides' Medea and Cosmetics (1986) är en poststrukturalistisk textanalys av dramat Medea, i vilket Euripides, med hjälp av Medeas radikala annorlundahet, erbjuder en kritik av det grekiska logos. Hans monografi om Eva Runefelts diktsamling Mjuka mörkret från 1997, Panta rei i Mjuka mörkret (2003) och hans essäsamling, Here, and Here: Essays on Affirmation and Tragic Awareness (2010) utgör en rad kritiska diskussioner som försöker spåra användandet av ett logos som undflyr logos makt, inom en bejakande och tragiskt medveten öppenhet. I sina senaste teoretiska och skönlitterära publikationer studerar Papageorgiou hur specifika texter förvandlar melankolin (som förlamningen av logos genererar) till euforin (som ett bejakande logos utan logos skapar), och vice versa.

## Skrifter

### På svenska
- Euripides’ Medea and Cosmetics, diss. (Stockholm: Almqvist & Wiksell International, 1986, ISBN 9122007970)
- Boken om Malmö: ytspänningar och innandömen, red. tillsammans med Eva Adolfsson (Stockholm/Stehag: Symposion, 1994, ISBN 9171392416)
- Skeptikerns dilemma: texter om Willy Kyrklunds författarskap, red. tillsammans med Gunnar Arrias (Stockholm/Stehag: Symposion, 1997, ISBN 9171393234)
- Handens blick, bilder Lo Snöfall (Lund: Ellerström, 1998, ISBN 9186489720)
- Malmö City International (Lund: Kalejdoskop internationell teater, 2000, ISBN 918881257X)
- En hand klär sakta, bilder Lo Snöfall (Växjö: Theatron, 2002, ISBN 9197432709)
- Panta rei i Mjuka mörkret (Växjö: Växjö University Press, 2003, ISBN 9176363821)
- Hippolytos beslöjad: drama i arton scener (Växjö: Chromata, 2006, ISBN 9789197654715)
- Ingen hand orörd: städer, med Lo Snöfall (Växjö: Växjö University Press, 2007, ISBN 9789176365564)

### På grekiska
- Kryptaisthisies (Thessaloniki: Tram/Egnatia, 1979)
- Paix’ to pali Hamm (Thessaloniki: Nees morphes, 1997)
- Nymfaios thanatos (Thessaloniki: Iperion, 1998, ISBN 960-283-211-8)
- Ippolytos Kalyptomenos (Thessaloniki: University Studio Press, 2005, ISBN 960-12-1466-6)
- Euphoria (Thessaloniki: Saixpirikon, 2014, ISBN 978-960-9517-63-8)
- Stigmes therous/Sommarstunder/Summer moments. Trespråkig utgåva. (Thessaloniki: Saixpirikon, 2016, ISBN 978-960-9517-89-8)
- Aipnia (Thessaloniki: Saixpirikon, 2017, ISBN 978-618-5274-16-0)
- Klairi Mitsotaki, Mas pairnei o aeras (Thessaloniki: Saixpirikon, 2017, ISBN 978-618-5274-17-7)
- Thanasis Valtinos : Iloi, elies, lexeis, ilios (Thessaloniki: Saixpirikon, 2017, ISBN 978-618-5274-18-4)
- Orees psihes (Thessaloniki: Saixpirikon, 2019, ISBN 978-618-5274-44-3)
- Monahiki anthoforia: Meres horis korones (Thessaloniki: Saixpirikon, 2020, ISBN 978-618-5274-66-5)
- Dimitris Dimitriadis: Hora, somata, lexeis (Thessaloniki: Saixpirikon, 2020, ISBN 978-618-5274-58-0)

- Στιγμώνες, Προαισθήματα και αισθήματα κοσμογονίας, (Thessaloniki: Saixpirikon, 2023, ISBN 978-618-5692-13-1)

### På engelska
- Here, and Here: Essays on Affirmation and Tragic Awareness (Newcastle: Cambridge Scholars, 2010, ISBN 9781443816762)

## Översättningar
Till svenska (urval)
- Odysseus Elytis, Solen den förste, övers. tillsammans med Michael Economou (Lund: Ellerström, 1990, ISBN 9186488449)
- Odysseus Elytis, Dagbok från en osynlig april, övers. tillsammans med Peter Luthersson (Lund: Ellerström, 1990)
- Konstantinos Kavafis: Den osannolika gryningen: efterlämnade dikter och prosatexter (översatt tillsammans med Lo Snöfall, Ellerström, 1993)
- John Ashbery, Skuggtåg (Shadow Train), övers. tillsammans med Tommy Olofsson (Ægis, 1993)
- John Ashbery, Och stjärnorna glänste (And the Stars Were Shining), övers. tillsammans med Tommy Olofsson (Lund: Leander Malmsten, 1994, ISBN 9188700062)
- Thanasis Valtinos: De nios nedstigning (översatt tillsammans med Michael Economou, Ellerström, 1997)
- Sapfo: Dikter och fragment (översatt tillsammans med Magnus William-Olsson, FIB:s lyrikklubb, 1999. Utvidgad pocketutgåva 2006)
- John Ashbery, Flickor på flykt (Girls on the Run), övers. tillsammans med Tommy Olofsson (Stockholm: Natur & Kultur, 2002, ISBN 9127089517)
- John Ashbery, Viskleken (Chinese Wispers), övers. tillsammans med Tommy Olofsson (Stockholm: Natur & Kultur, 2004, ISBN 9127096343)
- Kenneth Koch, Nya tilltal: dikter (New Addresses), övers. tillsammans med Michael Economou (Växjö: Theatron/biblia, 2004, ISBN 9197538809)
- Gräset doftar starkt: fem samtida grekiska prosaister (red., övers. tillsammans med Michael Economou, Växjö University Press, 2009, ISBN 9789176366554)
- Med fingret vidrör du orden: en antologi samtida grekisk lyrik, red. Niklas Salmose, övers. tillsammans med Michael Economou (Växjö: Trolltrumma, 2019, ISBN 9789198568547)

Till grekiska (urval)
- Sinhronoi Souidoi poiites [Samtida svenska diktare] (1988)
- Willy Kyrklund: Elpēnor (Elpënor) (Estia, 1991)
- Magnus William-Olsson, Att det ur din eld = Oste apo ti fotia sou (Thessaloniki: Iperion, 1998, ISBN 9607733142)
- Eva Runefelt, Mjuka mörkret = Apalo skotadi (Thessaloniki: Iperion, 1998, ISBN 9607733126)
- Camilla Hammarström: Otyglad impuls = Ahalioti parormisi (Diethnes Kentro Logotechnōn kai Metafrastōn Rodou, 2000)
- Tomas Tranströmer: Ta piimata (Ekdoseis Printa, 2004) [samlade dikter]
- Bertil Malmberg: Taxideuontas diaforetika (Odos Panos, 2009, ISBN 978-960-8378-99-5)
- W.G. Sebald, Jan Peter Tripp, Adiigiti istoria [Unerzählt] (Saixpirikon, 2016, ISBN 978-960-98996-1-1)